# Хажин на Цирохи
Хажин на Цирохи (слч. Hažín nad Cirochou) насељено је мјесто са административним статусом сеоске општине (слч. obec) у округу Хумење, у Прешовском крају, Словачка Република.

## Становништво
| Година:    | 1994. | 2004.    | 2014.   | 2024.   |
| ---------- | ----- | -------- | ------- | ------- |
| Број људи: | 609   | 709      | 675     | 654     |
| Разлика:   |       | +16,42 % | -4,79 % | -3,11 % |

| Година:    | 2023. | 2024.   |
| ---------- | ----- | ------- |
| Број људи: | 665   | 654     |
| Разлика:   |       | -1,65 % |

Према подацима о броју становника из 2024. године насеље је имало 654 становника.